# Don Marshall
Donald James Marshall (San Diego, 2 de maio de 1936 – Los Angeles, 30 de outubro de 2016) foi um ator americano mais conhecido por seu papel como Dan Erickson no seriado de televisão Terra de Gigantes.

## Vida
Marshall nasceu em 2 de maio de 1936, filho de Alama Marshall em San Diego. Ele morava com sua mãe e sua avó materna, Leola Williams, suas duas irmãs mais velhas e seu irmão gêmeo (Douglas). Ele se formou na San Diego High School em 1954. Enquanto estudava engenharia entre 1956 e 1957, ele foi encorajado a tentar atuar por um amigo, Peter Bren. Marshall ainda estava no exército nesta época, mas depois estudou atuação no Bob Gist Dramatic Workshop, enquanto fazia um curso de artes teatrais no Los Angeles City College. Enquanto estava na faculdade, ele foi um salto com vara na equipe de atletismo.

## Carreira

### Década de 1960
O primeiro papel profissional de Marshall foi em 1962 no Columbia Studios, em Redemoinho de Paixões, em um papel sem créditos. Em 1964, ele estava em Tratamento de Choque, outro papel não creditado. Também em 1964, Marshall assumiu o papel de Chris Logan, atuando ao lado de Nichelle Nichols no episódio do CBS Repertoire Workshop intitulado "Great Gettin 'Up Mornin'", um filme feito para a TV sobre uma família afro-americana que prepara seus filhos para o primeiro dia em uma escola racialmente integrada no sul da América.   Naquele mesmo ano, Nichols interpretou a noiva de Marshall em um episódio controverso da série de Gene Roddenberry, The Lieutenant. Em 1965, Marshall apareceu em um piloto para uma série de estreia no episódio "Braddock". Em 1966, ele apareceu como personagem recorrente Luke em Daktari.
Mais tarde, na década de 1960, ele apareceu na próxima série de Roddenberry, Jornada nas Estrelas retratando o Tenente Boma no episódio "The Galileo Seven" (1967). Outras séries de TV em que apareceu foram Tarzan (a série com Ron Ely), Dragnet 1967 e Ironside. Em 1968, ele apareceu como Ted Neumann, o interesse amoroso recorrente de Julia Baker, na série de televisão Julia, uma série sobre uma viúva afro-americana criando seu filho sozinha.

### Terra dos gigantes
Como resultado de sua participação na Premiere no episódio "Braddock", o ator conheceu Irwin Allen, levando Marshall a ganhar seu papel em Terra de Gigantes, no qual atuou ao lado de Gary Conway, Don Matheson, Kurt Kasznar, Stefan Arngrim, Deanna Lund e Heather Young. A série, criada por Irwin Allen, apresentava Marshall como um afro-americano competente em um papel principal. Esta também foi a primeira vez para um homem afro-americano na década de 1960 a ser apresentado com tanto destaque na ficção científica. Os únicos outros atores afro-americanos a ocupar tal posição na década de 1960 foram Nichelle Nichols, conhecida por seu papel como Tenente Uhura na série de TV Star Trek, e Greg Morris como o especialista em eletrônica Barney Collier em Missão: Impossível.
No set, os atores tiveram que realizar muitas de suas próprias acrobacias, e aqui a capacidade atlética de Marshall foi um trunfo; ele creditou ao seu trabalho anterior no futebol, na pista e no salto com vara, que o capacitou a fazer muitas das acrobacias necessárias. Em um dos episódios, "Ghost Town", enquanto mergulhava em um incêndio, Marshall realmente deslocou seu ombro e no dia seguinte teve que gravar novas cenas com o braço em uma tipóia. Outro episódio, "Giants and All That Jazz", que apresentou o ex-campeão mundial de boxe Sugar Ray Robinson como Biff Bowers e Mike Mazurki como Loach, teve Marshall ensinando Biff Bowers a tocar trompete. Este episódio, que Marshall chamou de "Beautiful", parece ter sido um dos favoritos dele e o fez querer atuar ao invés de seguir ou descobrir que diálogo usar ou dizer. Ele também afirmou que os atores se divertiam melhor no set quando Irwin Allen não estava presente; quando ele era, era muito diferente e as pessoas ficavam tensas.
Nos últimos anos, Marshall escreveu um roteiro para uma sequência da série chamada Escape from a Giant Land. Ele esperava que fosse uma produção para uma tela grande e contasse com o maior número possível de membros do elenco original.

### Década de 1970
Marshall teve um papel no filme feito para a TV The Reluctant Heroes, ou The Egghead on Hill 656 (1971), um filme dirigido por Robert Day. Este filme de guerra foi ambientado na Guerra da Coreia com homens sob o comando de um tenente recém-contratado que estão presos em uma colina cercada pelo inimigo. Seu personagem como soldado Carver LeMoyne foi sujeito a abuso racial contínuo pelo Cpl. Leroy Sprague (Warren Oates). O filme também estrelou Ken Berry, Jim Hutton, Ralph Meeker, Cameron Mitchell e Trini Lopez.
Marshall foi posteriormente escalado para o papel do Dr. Fred Williams no filme de ficção científica de terror e exploitation The Thing with Two Heads (1972), estrelado por Ray Milland e Rosey Grier. Esta era a história de um homem branco rico e racista que teve sua cabeça transplantada no corpo de um prisioneiro negro do corredor da morte. Em 1974, ele foi escalado para Uptown Saturday Night como Slim's Henchman. Em 1976, ele desempenhou o papel de Capitão Colter em um episódio de A Mulher Biônica, e em 1979 ele estava em um episódio de duas partes de Buck Rogers no século 25 como Julio. De 1978 a 1980, Marshall participou de três episódios de O Incrível Hulk.

### 1980–2016
Na década de 1980, Marshall teve poucos papéis, aparecendo ocasionalmente em episódios de Os Pioneiros como Caleb Ledoux, como o Dr. Jim Blair em Finder of Lost Loves e como o senador Ed Lawrence no Capitol. Em 1992, ele interpretou o concierge no filme de Paul Schneider, Highway Heartbreaker. Marshall costumava afirmar que estava orgulhoso de seu trabalho em Little House. Em 2011, ele estava em Pioneers of Television como Unip. Ernest Cameron em imagens de arquivo do episódio intitulado "To Set It Right" em 1964, The Lieutenant for PBS.
Depois de se aposentar como ator, Marshall montou sua própria empresa chamada DJM Productions, que produzia comerciais de televisão e documentários. Ele era popular entre os fãs de Star Trek, já que era um participante regular da convenção. 

## Vida pessoal e morte
Ele tinha uma filha e um filho. Marshall prestou consultoria em assuntos relacionados com seu trabalho e com questões raciais, e recebeu um prêmio por "Realização notável em seu campo como um empreendedor negro nos Estados Unidos". Ele morreu em 30 de outubro de 2016, no Cedars-Sinai Medical Center, em Los Angeles. A atriz veterana BarBara Luna havia relatado sua morte no Facebook. 
Don Marshall foi sepultado no Miramar National Cemetery. 

## Filmografia

### Filme
| Ano  | Título                   | Função              | Notas |
| ---- | ------------------------ | ------------------- | --- |
| 1962 | The Interns              | Estagiário          | - Drama film directed by David Swift. - Uncredited                                                                     |
| 1964 | Tratamento de choque     | Cantor              | - Drama film directed by Denis Sanders. - Uncredited                                                                   |
| 1968 | Sargento Ryker           | Cpl. Jenks          | - Drama–war film directed by Buzz Kulik. - Archival footage from 1963's Kraft Suspense Theatre primeiros 2 episódios.  |
| 1972 | The Thing with Two Heads | Dr. Fred Williams   | Filme de ficção científica dirigido por Lee Frost.                                                                     |
| 1973 | Terminal Island          | AJ Thomas           | Filme de ação-drama e suspense dirigido por Stephanie Rothman.                                                         |
| 1974 | Uptown Saturday Nigth    | Capanga # 2 de Slim | Filme de ação - comédia policial dirigido por Sir Sidney Poitier.                                                      |
| 1975 | Hugo the Hippo           |                     | - Animated film directed by William Feigenbaum and József Gémes. - Also known as in em húngaro: Hugó, a víziló - Voice |

### Televisão
| Ano       | Título                                 | Personagem                 | Notas |
| --------- | -------------------------------------- | -------------------------- | --- |
| 1963      | Kraft Suspense Theatre                 | Cpl. Jenks                 | Episódio: - "The Case Against Paul Ryker: Parte 1" (S 1:Ep 1–Pilot) - "The Case Against Paul Ryker: Parte 2" (S 1:Ep 2) |
| 1963      | The Alfred Hitchcock Hour              | Tom Jackson                | Episódio: "The Cadaver" (S 2:Ep 8)                                                                                      |
| 1964      | CBS Repertoire Workshop                | Chris Logan                | Episódio: "Great Gettin' Up Mornin'" (S 1:Ep 1–Pilot)                                                                   |
| 1964      | The Lieutenant                         | Pvt. Ernest Cameron        | Episódio: "To Set It Right" (S 1:Ep 21)                                                                                 |
| 1964      | Rawhide                                | Pvt. Goodlove              | Episódio: "Incident at Seven Fingers" (S 6:Ep 30)                                                                       |
| 1964      | The Alfred Hitchcock Hour              | Officer Healy              | Episódio: "Isabel" (S 2: Ep 31)                                                                                         |
| 1964      | Bob Hope Presents the Chrysler Theatre | Participação               | Episódio: "The Turncoat" (S 2:Ep 4)                                                                                     |
| 1965      | The Rogues                             | Chalo                      | Episódio: "The Diamond-Studded Pie" (S 1:Ep 20)                                                                         |
| 1965      | The Alfred Hitchcock Hour              | Joe Chandler               | Episódio: "Night Fever" (S 3:Ep 28)                                                                                     |
| 1965      | Bob Hope Presents the Chrysler Theatre | Lathrop                    | Episódio: "The War and Eric Kurtz" (S 2:Ep 17)                                                                          |
| 1965      | Ben Casey                              | Charles Stearns            | Episódio: "A Nightingale Named Nathan" (S 5:Ep 3)                                                                       |
| 1965      | Bob Hope Presents the Chrysler Theatre | Jerry Benton               | Episódio: "The Admiral" (S 3:Ep 9)                                                                                      |
| 1966      | Daktari                                | Luke                       | Recorrente |
| 1966      | Mission: Impossible                    | The Police Officer         | Episódio: "The Ransom (S 1:Ep 8)                                                                                        |
| 1966      | Twelve O'Clock High                    | Sgt. Earl Conklin          | Episódio: "Graveyard" (S 3:Ep 15)                                                                                       |
| 1967      | Star Trek                              | Lt. Boma                   | Episódio: "The Galileo Seven" (S 1:Ep 16)                                                                               |
| 1967      | Mr. Terrific                           | Athlete                    | Episódio: "Stanley the Track Star" (S 1:Ep 14)                                                                          |
| 1967      | Tarzan                                 | Kimini                     | Episódio: "The Fanatics" (S 2: Ep 7)                                                                                    |
| 1967      | Ironside                               | Joe Masterson              | Episódio: "Let My Brother Go"                                                                                           |
| 1967      | Dragnet                                | Dave Roberts               | Episódio: "The Shooting" (S 1:Ep 11)                                                                                    |
| 1968      | Premiere                               | Gilmore                    | Episódio: "Braddock" (S 1:Ep 4)                                                                                         |
| 1968      | Dragnet                                | Off. Dave Evans            | Episódio: "Community Relations (DR-10)" (S 3:Ep 3)                                                                      |
| 1968–1970 | Julia                                  | Ted Neumann                | Recorrente |
| 1968–1970 | Land of the Giants                     | Dan Erickson               | Contract role |
| 1970      | Bewitched                              | Keith Wilson               | Episódio: "Sisters at Heart" (S 7:Ep 13)                                                                                |
| 1971      | The Reluctant Heroes                   | Pvt. Carver LeMoyne        | Made-for-TV-Movie and war film directed by Robert Day.                                                                  |
| 1974      | Police Story                           | Chuck                      | - Episode: "World Full of Hurt" (S 2:Ep 5) - Não-creditado                                                              |
| 1975      | Police Story                           | Justin Sullivan            | Episódio: "The Execution" (S 2:Ep 18)                                                                                   |
| 1976      | Good Times                             | FBI Agent Lloyd            | Episódio: "The Investigation" (S 3:Ep 20)                                                                               |
| 1976      | The Bionic Woman                       | Captain Colter             | Episódio: "The Vega Influence" (S 2"Ep 9)                                                                               |
| 1976      | Rich Man, Poor Man Book II             | Reverend                   | - Miniseries - Episódio: "Chapter XII" (S 1:Ep 12) directed by Ted Post.                                                |
| 1977      | Benny and Barney: Las Vegas Undercover | Detective Vincent          | Made-for-TV-Movie directed by Ron Satlof.                                                                               |
| 1977      | The Hardy Boys/Nancy Drew Mysteries    | Flight Engineer Eddy Baker | Episódio: "The Strange Fate of Flight 608" (S 2: Ep 8)                                                                  |
| 1978      | The Incredible Hulk                    | Lee                        | Episódio: "The Hulk Breaks Las Vegas" (S 1:Ep 8)                                                                        |
| 1978      | Rescue from Gilligan's Island          | FBI Man #1                 | Made-for-TV-Movie directed by Leslie H. Martinson.                                                                      |
| 1979      | The Suicide's Wife                     | Richard Wilkes             | Made-for-TV-Movie directed by John Newland.                                                                             |
| 1979      | The Incredible Hulk                    | Doctor                     | Episódio: - "Mystery Man, part 1" (S 2:Ep 15) - "Mystery Man, part 2" (S 2: Ep 16)                                      |
| 1979      | Buck Rogers in the 25th Century        | Julio                      | Episódio: - "Planet of the Slave Girls, part 1" (S 1:Ep 3) - "Planet of the Slave Girls, part 2" (S 1:Ep 4)             |
| 1980      | The Incredible Hulk                    | Man                        | Episódio: "Deathmask" (S 3:Ep 20)                                                                                       |
| 1981      | Little House on the Prairie            | Caleb Ledoux               | Episódio: "Dark Sage" (S 8:Ep 4)                                                                                        |
| 1984      | Capitol                                | Senator Ed Lawrence #1     | Recorrente |
| 1984      | Finder of Lost Loves                   | Doctor Jim Blair           | Episódio: "Forgotten Melodies" (S 1:Ep 10)                                                                              |
| 1992      | Highway Heartbreaker                   | Concierge                  | Made-for-TV-Movie directed by Paul Schneider. - (final film role)                                                       |
| 2011      | Pioneers of Television                 | Pvt. Ernest Cameron        | Archival footage from the episode titled "To Set It Right" in 1964's The Lieutenant.                                    |